# Wilhelm Röntgen
Wilhelm Conrad Röntgen (phiên âm: Rơngen) (27 tháng 3 năm 1845 – 10 tháng 2 năm 1923), sinh ra tại Lennep, Đức, là một nhà vật lý, giám đốc Viện vật lý ở Đại học Würzburg. Năm 1869, khi mới 25 tuổi, ông nhận bằng Tiến sĩ tại Đại học Zurich. Suốt các năm tiếp theo ông công tác tại nhiều trường đại học khác nhau và trở thành nhà khoa học xuất sắc. Năm 1888, ông được bổ nhiệm làm giáo sư vật lý và là giám đốc Viện Vật lý của Đại học Würzburg. Vào ngày 8 tháng 11 năm 1895, ông đã khám phá ra sự bức xạ điện từ, loại bức xạ không nhìn thấy có bước sóng ngắn (10 pm < lamda < 10 nm) mà ngày nay chúng ta được biết đến với cái tên tia x-quang hay tia Röntgen. Nhờ khám phá này ông trở nên rất nổi tiếng. Năm 1901 ông được nhận giải Nobel Vật lý lần đầu tiên trong lịch sử.

## Thời trẻ và sự giáo dục
Röntgen sinh tại Lennep (ngày nay là một phần của Remscheid) thuộc Đức. Gia đình ông đã di chuyển đến Apeldoorn ở Hà Lan khi ông 3 tuổi. Ông được giáo dục tại Đại học của Martinus Herman van Doorn. Năm 1862, ông nhập học tại trường Utrecht Technical School, tại đây ông bị đuổi vì đã tạo ra một bức tranh bức biếm họa một giáo viên, một người mà ông gọi là "tội phạm", một người vô trách nhiệm.
Năm 1865, ông đã thử để được nhận vào Đại học Utrecht mà không có giấy ủy nhiệm đòi hỏi với các sinh viên chính quy. Nghe thấy có thể vào trường Federal Polytechnic Institute ở Zurich (ngày nay là trường ETH Zurich), ông đã thi vào trường này và trở thành sinh viên của trường. Năm 1869, ông tốt nghiệp với bằng tiến sĩ từ Đại học Zurich.

## Nghề nghiệp
Năm 1874 Röntgen trở thành giảng viên tại Đại học Strasbourg. Năm 1875 ông trở thành một giáo sư tại Học viện Nông nghiệp ở Hohenheim, Württemberg. Năm 1876, ông trở lại Strasbourg làm giáo sư vật lý và năm 1879 ông được bổ nhiệm là giáo sư vật lý của Đại học Giessen. Năm 1888, ông trở thành giám đốc Viện vật lý của Đại học Würzburg và năm 1900 của Đại học München. Röntgen có gia đình ở Iowa thuộc Hoa Kỳ. Mặc dù ông đã chấp nhận sự bổ nhiệm tại Đại học Columbia ở New York và trên thực tế đã mua vé tới đó nhưng Chiến tranh thế giới thứ nhất nổ ra đã làm thay đổi kế hoạch của ông, ông đã ở lại München.

## Khám phá ra tia X-quang

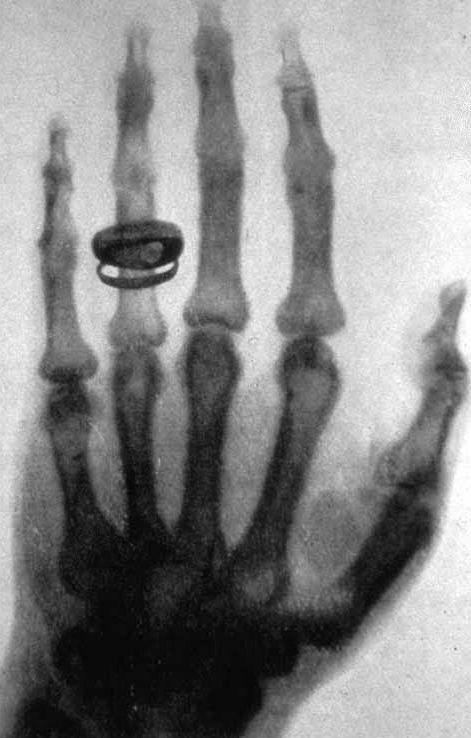
Bức ảnh X-ray (X-quang) do Röntgen chụp vào năm 1896.

## Gia đình
- Vợ: Anna Bertha Ludwig (cưới năm 1872, mất 1919)
- Con: con nuôi là Josephine Bertha Ludwig (nhận nuôi lúc 6 tuổi, năm 1887, là cháu ruột của Anna)

## Giải thưởng
- Huy chương Rumford (1896)
- Huy chương Matteucci (1896)
- Giải Nobel Vật lý (1901)
- Tháng 11 năm 2004 IUPAC đã đặt tên nguyên tố roentgeni theo tên ông

## Một vài địa điểm ở Lennep-Remscheid, nơi ông sinh ra
Ngày nay ở Remscheid, 40 km về phía đông Düsseldorf, chúng ta có thể nhìn thấy ngôi nhà nơi Roentgen đã sinh ra, và bảo tàng Röntgen.

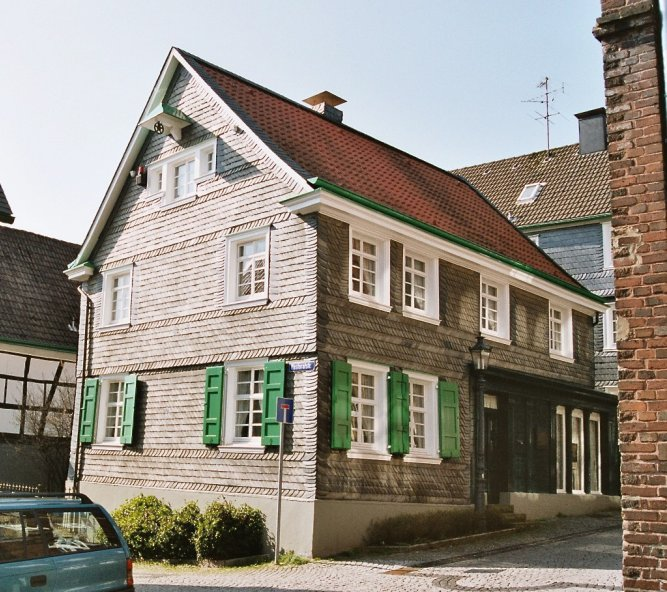
Nơi sinh Roentgen ở Lennep-Remscheid
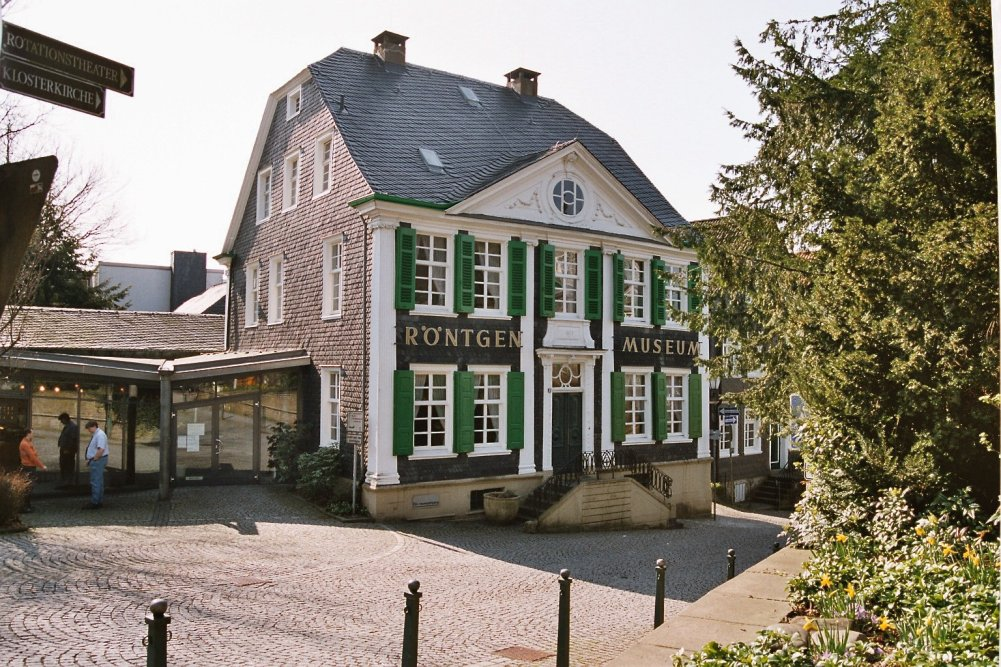
Bảo tàng Röntgen ở Lennep-Remscheid